# Antonino Paternò Castello (marqués de San Giuliano)
Antonino Paternò-Castello, sexto marqués de San Giuliano y conocido como Antonino de San Giuliano (Catania, 10 de diciembre de 1852-Roma, 16 de octubre de 1914), fue un político y diplomático italiano.
Liberal y anticlerical, después de haber sido ministro de Correos del Reino de Italia en el 1899, lo fue de Asuntos Exteriores de 1905 a 1906 y de 1910 a 1914.
Durante su primer período al frente de Asuntos Exteriores (en 1906), en la Conferencia de Algeciras, Italia desempeñó un papel autónomo respeto de la aliada Alemania. Tras la conferencia, San Giuliano fue nombrado embajador en Londres y París, cargo en el que sirvió entre 1906 y 1910.
Durante su segundo período como ministro de Asuntos Exteriores (en 1910), a la Crisis de Agadir le siguió el conflicto con el Imperio otomano. Tras las primeras victorias del ejército italiano en Libia, no le fue posible implantar un sencillo protectorado por la decisión del presidente del Consejo de Ministros, Giovanni Giolitti, que prefirió la conquista y anexión completas del territorio. Esto prolongó la contienda, y San Giuliano tuvo que lidiar con los roces que esto causó con otras naciones de Europa.
Condujo las negociaciones para la renovación de la Triple alianza en 1912 y se encargó de defender los intereses italianos en las guerras balcánicas, con particular atención a Albania, de cuya importancia estratégica para el control del Adriático estaba convencido.
Aunque autor de la Triple Alianza, al estallar la Primera Guerra Mundial entabló negociaciones con la Triple Entente. Estos contactos iniciales, que continuaron sus sucesores al frente del ministerio, llevaron a la firma del Tratado de Londres y a la consiguiente entrada en la contienda mundial del país en 1915.

## Los orígenes y la juventud

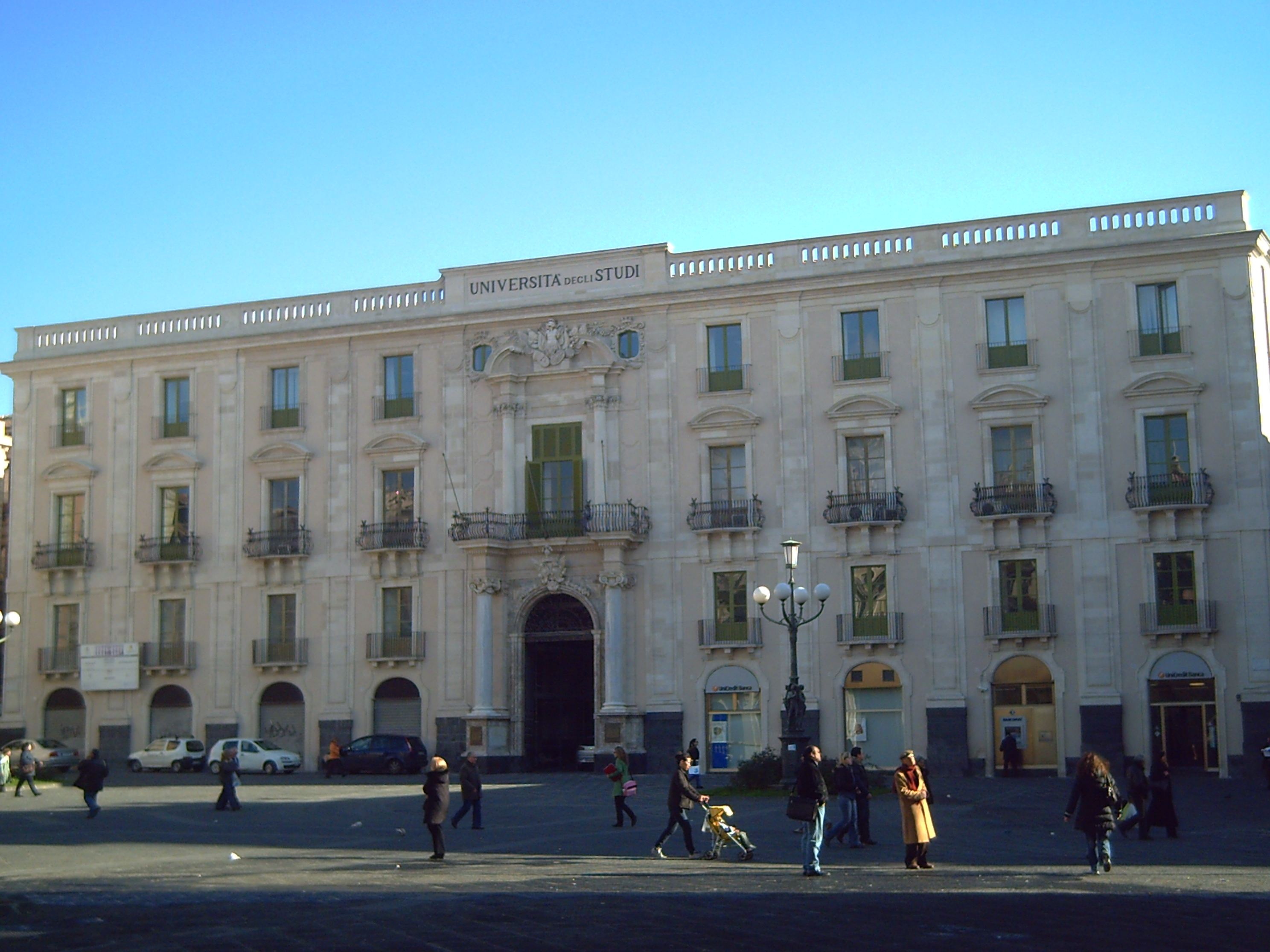
El antiguo palacio de los San Giuliano en Catania.

Antonino Paternò Castillo, marqués de San Giuliano, descendía de una antigua familia (los Paternò) conocida desde el siglo XI y originaria de Embrun, en Francia, cuyo primer exponente del que se tiene noticia fue Roberto de Embrun llegado a Sicilia en el séquito del rey normando. El antepasado de la rama de los San Giuliano fue el homónimo Antonino Paternò Castello, que en el 1693 desposó a Giulia Asmundo e Joppolo. Esta, hija única del marqués de San Giuliano, llevó en dote el título y las vastas propiedades en Catania y Siracusa.
Antonino nació en Catania el 10 de diciembre de 1852, del matrimonio entre Bennedetto, quinto marqués de San Giuliano, y Caterina Statella e Moncada, hija del príncipe Antonio Statella de Cassaro. Fue hijo único; su primera formación cultural se debió a su madre, a la que quería mucho, y a la rica biblioteca del Palacio de San Giuliano. De adolescente sus autores preferidos fueron Goethe y Dante; se hizo experto de Divina comedia.
El joven San Giuliano aprendió pronto las principales lenguas europeas, cuyo conocimiento pulió en algunos viajes a Londres y Viena. En el 1872 en Londres pudo escuchar un discurso del político liberal William Ewart Gladstone y el año siguiente en Viena conoció al embajador italiano y futuro ministro de Asuntos Exteriores Carlo Felice de Robilant. Además de la pasión por viajar, San Giuliano cultivó la historia y la geografía que, estudiadas juntas, lo ayudaron a comprender los problemas internacionales del momento.
Se casó con Enrichetta Statella, miembro de la familia de los condes de Castagneto, en 1875; ese mismo año se licenció en Derecho y fue elegido consejero comunal de Catania, por lo que devino concejal de la Administración Pública. El cargo le permitió traer a la ciudad desde París los restos mortales del músico catanés Vincenzo Bellini
Del matrimonio con Enrichetta (fallecida el 9 de noviembre de 1897) nacieron tres hijos: Caterina, a la que llamaban Carina, Benedetto Orazio (1877-1912) y Maria.

## El ascenso (1882-1898)
Muy ambicioso, San Giuliano llegó a alcalde de su ciudad natal con tan solo veintiséis años. En 1882 se hizo promotor de un proyecto de una gran línea férrea en torno al Etna que, considerada demasiado cara, fue suspendida por los concejales, que optaron por una solución más modesta. San Giuliano entonces dimitió y se presentó a las elecciones de la Cámara de Diputados para la XV legislatura. Presentó su programa, mezcla de progreso y conservación en un discurso en el teatro Arena Pacini de Catania el 3 de septiembre de 1882. Fue acogido con favor por los votantes de la circunscripción “Duomo” de Catania que, en las votaciones del 29 de octubre, prefirieron netamente a San Giuliano frente a los demás candidatos. El resultado, sin embargo, fue anulado, ya que San Giuliano no había cumplido todavía los treinta años. Después de una nueva elección que confirmó los resultados anteriores, el 24 de enero de 1883 el marqués pudo sentarse en la Cámara, ocupando un escaño que conservó hasta finales de 1904 (siete legislaturas consecutivas).

### Diputado
San Giuliano era liberal y durante su carrera de diputado cambió continuamente de corriente. En cambio, conservó un programa político propio, juzgando siempre a los sucesivos gobiernos según el empeño que ponían en defender los intereses italianos en política exterior y, respecto de la política interior, por su esfuerzo en mejorar las condiciones del Mezzogiorno.
San Giuliano apoyó la política de Francesco Crispi y en el 1892 fue nombrado subsecretario de la Agricultura en el primer gobierno de Giolitti. El año siguiente, escribió La condición actual de Sicilia, obra en la que proponía la expropiación «forzosa por utilidad pública» de los latifundios mal gestionados. La iniciativa habría creado una clase de campesinos-propietarios interesada en la conservación del Estado, según el autor; entretanto, el gobierno habría debido, como hizo, reprimir a las organizaciones revoltosas (como las de los Fasci Siciliani) para asegurar el mantenimiento del orden en la isla.
El 22 de junio de 1893, ingresó en la masonería, en la logia romana Universo; luego se afilió a logia Dante y a la Italia, de Catania.

## Ministro de Correos

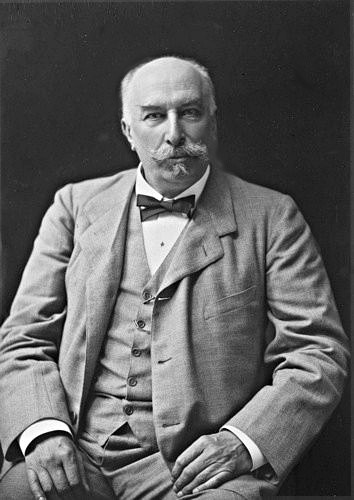
Giovanni Giolitti, presidente del Gobierno y personaje influyente de la política italiana, contó en varias ocasiones con San Giuliano en sus gabinetes.

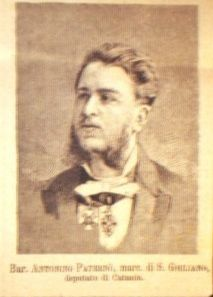
Antonino de San Giuliano en tiempos de su elección como diputado.

En el 1899 el marqués obtuvo el puesto de ministro de Correos en el Gobierno conservador de Luigi Pelloux. Durante su mandato optimó las líneas de navegación en el Mediterráneo, permitiendo a las mercancías que viajaban del Canal de Suez aVenecia hacerlo con una única compañía, la Navegación General. En poco más que un año San Giuliano instauró también el enlace telegráfico directo entre Catania y la Italia continental, acometió la mejora del servicio postal de Palermo, Génova y Milán, y asignó fondos para la modernización de las oficinas postales de Roma, Venecia y Milán.
En pocos años hizo varios viajes. Además de trasladarse a Eritrea (en 1891 y 1905), para prepararse culturalmente para asumir la dirección del Ministerio de Asuntos Exteriores a la que aspiraba, en el verano y otoño del 1902 San Giuliano hizo un largo periplo por Albania (entonces parte del Imperio otomano) y por la zona adriática de los Balcanes, lugares estratégicos para la seguridad de Italia en el marco de la Triple Alianza. De esta última San Giuliano se mostró defensor convencido (inicialmente fue también antifrancés) siempre que fuese compatible con el mantenimiento de buenas relaciones con el Gran Bretaña, la mayor potencia naval.
Esperando asumir pronto la cartera de Asuntos Exteriores, San Giuliano ahondó en los asuntos coloniales a principios de siglo, además de en el Parlamento, también en otros ambientes: en 1903 entró en la junta de la sociedad para el desarrollo de la lengua italiana en el mundo Dante Alighieri y asumió la vicepresidencia de la Liga Naval Italiana, mientras que en 1905 ingresó en la junta directiva de la Sociedad Geográfica Italiana que presidió a partir del año siguiente.
Después de haber sido nombrado senador el 4 de marzo de 1905, publicó un artículo publicado sobre la emigración en los Estados Unidos, donde había estado ese mismo año. Durante la travesía, que le había permitido reunirse con el presidente Theodore Roosevelt, San Giuliano se enteró de que los Estados Unidos prohibirían pronto la inmigración masiva, lo que le hizo pensar que Italia necesitaría nuevos territorios para no agudizar la cuestión meridional. Legaba el momento, según su parecer de que el país se apoderara de Libia (entonces otomana) sobre todo después de que las potencias interesadas en el Mediterráneo (Francia y el Reino Unido) hubiesen ya reconocido la prevalencia en la región de los intereses italianos.

## Primera etapa al frente del Ministerio de Asuntos Exteriores y la conferencia de Algeciras

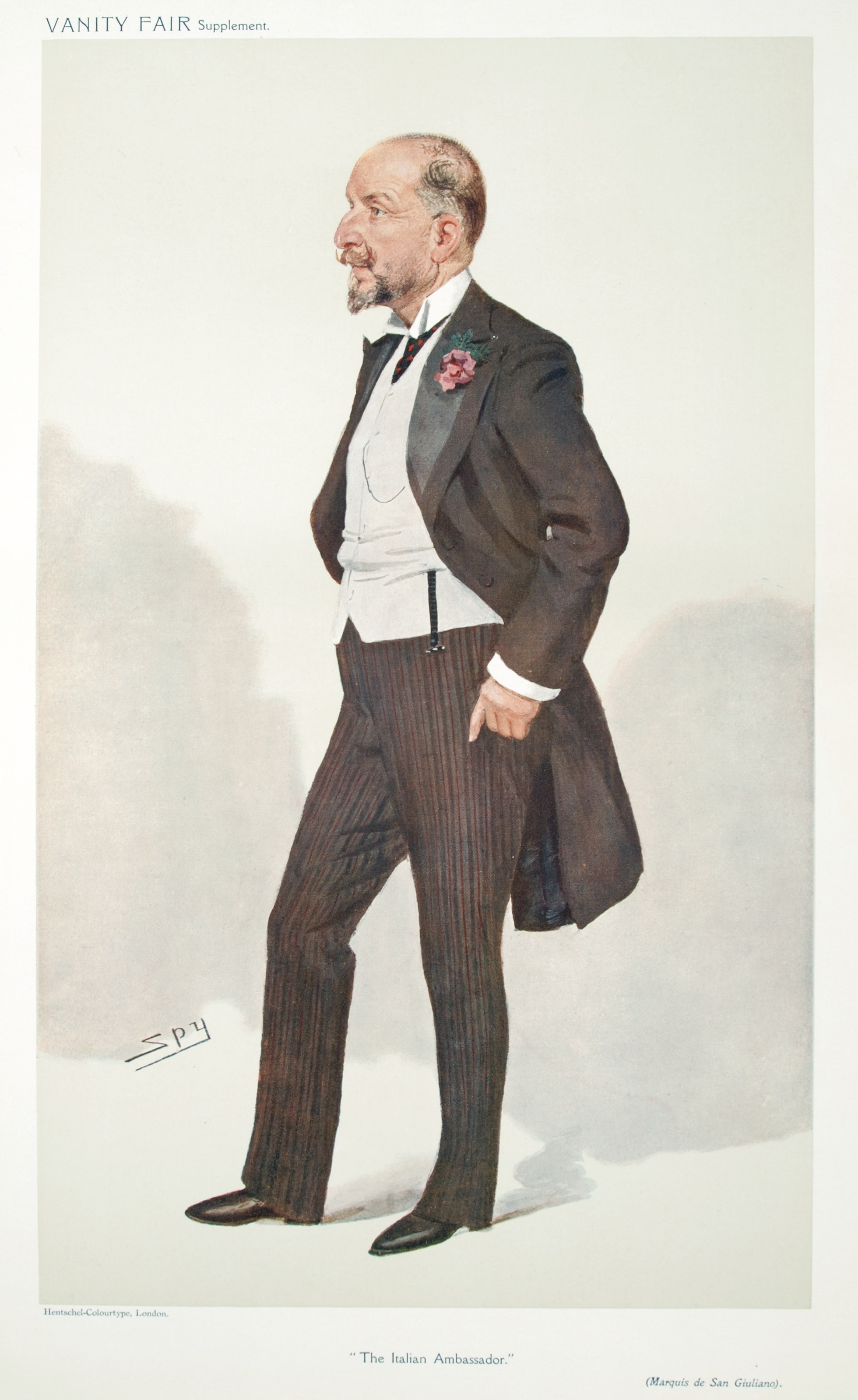
San Giuliano en una imagen de Vanity Fair, en su época como embajador en Londres.

La ocasión de llevar a cabo la colonización de la Tripolitania y de la Cirenaica otomanas se presentó con la conferencia de Algeciras, a la que siguió la Crisis de Tánger entre Francia y Alemania. Con el objetivo de modificar la política exterior del país, Giovanni Giolitti y rey Víctor Manuel III, en vista de la conferencia, formaron el 24 de diciembre del 1905 el segundo gobierno de Alessandro Fortis y nombraron ministro de Asuntos Exteriores a Antonino de San Giuliano.
Tres días después, su homólogo británico Edward Grey precisó que su país estaba de parte de Francia y en contra de Alemania, esto es, a favor de la expansión de los intereses franceses en Marruecos. San Giuliano, que aspiraba al beneplácito de las dos potencias occidentales a los proyectos italianos sobre la Libia, para dar una primera señal política, envió a la conferencia a Emilio Visconti Venosta, antiguo ministro de Asuntos Exteriores en tiempos de la «derecha histórica» y notoriamente francófilo.
El veterano diplomático fijó la posición de Italia que, a pesar de mantenerse adecuadamente cercana a las de los socios de la Triple Alianza, supuso un cambio en política exterior. Al no votar contra las aspiraciones expansionistas francesas en Marruecos, Italia obtuvo el consentimiento de París y Londres en la colonización de Libia.

## Embajador en Londres y París (1906-1910)
San Giuliano fungió de embajador ante Francia y el Reino Unido Países entre el 1906 y 1910. El marqués llegó a la capital británica el 11 de septiembre de 1906 y fue muy bien acogido. Cuando concluyó su embajada el 5 de noviembre de 1909, escribió al ministro de Asuntos Exteriores Tittoni un largo informe, cuyo asunto principal era la cuestión de si el Imperio británico estaba en decadencia. San Giuliano preveía el declive, pero, a corto plazo, consideraba que el Reino Unido seguía siendo para Italia una referencia política central.
Durante su estancia en Londres en la primavera del 1909, San Giuliano tuvo la oportunidad de acompañar en parte de la travesía del Mediterráneo al rey Eduardo VII. Regresó, junto a este a Catania, donde a ambos los recibieron con alborozo. El triunfo personal del marqués culminó pocos días después, cuando los reyes británicos acudieron al Palacio San Giuliano a tomar el té.
Al periodo londinense siguió una breve experiencia como cabeza de la embajada italiana en París a finales de 1909, tras la cual se le llamó a Roma para que retomase el cargo de ministro de Asuntos Exteriores en marzo del año siguiente.

## Segundo período como ministro de Asuntos Exteriores (1910-1914)
Después de la experiencia diplomática, Antonino de San Giuliano  fue nombrado por segunda vez ministro de Asuntos Exteriores el 1 de abril de 1910, cargo que desempeñó ya hasta su muerte. El primer Gobierno en el que participó fue el del francófilo y conservador Luigi Luzzatti. San Giuliano había rechazado al principio la oferta, ya que consideraba desequilibrado un gobierno tan favorable a la Entente Cordiale, pero, por insistencia de Giolitti y de Víctor Manuel III, acabó por aceptar.
El asunto principal al que San Giuliano se consagró desde sus primeros días al frente del ministerio fue el de ampliar el reino con los territorios austrohúngaros de lengua italiana (Trentino, Gorizia y Trieste). El marqués creía poder solucionar esta cuestión pacíficamente, aprovechando el artículo 7 de la Triple Alianza, que preveía que Italia recibiese compensaciones territoriales si Austria-Hungría se expandía en los Balcanes.

### La crisis de Agadir

La situación europea cuando San Giuliano era ministro de Asuntos Exteriores:
Triple Alianza
Triple Entente
Países cercanos a Rusia

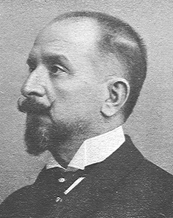
El marqués de San Giuliano aprovechó la Crisis de Agadir para emprender operaciones militares contra el Imperio otomano.

Ante la crisis de Agadir, que opuso de nuevo a Francia y a Alemania por el dominio de Marruecos, San Giuliano pensó llegado el momento de aprovecharla para apoderarse de Libia. Las grandes potencias, enfrascadas en la crisis, difícilmente hubiesen entorpecido una acción militar italiana en África septentrional. Esta le parecía al marqués necesaria para sostener la producción sulfurosa siciliana, que podría verse perjudicada por la competencia de los yacimientos de azufre libios si los alemanes los compraban, como parecía probable.
Caído el gobierno Luzzatti a finales de marzo de 1911, había vuelto al poder con su cuarto ejecutivo Giovanni Giolitti que, como compartía las ideas de San Giuliano, le había confirmado en la cartera de Asuntos Exteriores.
El 1 de julio de 1911 estalló la crisis de Agadir y San Giuliano empezó a pensar en expandir la influencia italiana en Libia. Tres días después, en un memorial a Víctor Manuel III y Giolitti, consideró probable que Italia en pocos meses enviase a la región una expedición militar. Giolitti en cambio se demostró prudente y no consideró oportuno actuar, fuese porque temía que la crisis de Agadir pudiese originar una guerra entre Francia y Alemania que involucrase a Italia, o porque conocía la oposición de los socialistas a una acción bélica.
Apoyó en cambio a San Giuliano el belicista Sidney Sonnino, jefe de la derecha constitucional, en su Giornale d'Italia y en el influentísimo Corriere della Sera. Mientras, el marqués acuciaba a Giolitti con avisos y exhortaciones a actuar, afirmando que las tropas debían aprestarse enseguida para conseguir una rápida victoria y que el turbulento mar invernal complicaría la operación si esta se retrasaba. También explicó que las negociaciones entre Alemania y Francia se habían estancado y que había que aprovechar el momento para acometer la empresa libia; sostenía además que no habría guerra entre las dos potencias enfrentadas.
Convencido por los argumentos de San Giuliano, Giolitti solicitó permiso a Víctor Manuel III para organizar la acción militar contra el Imperio otomano el 17 de septiembre de 1911 y al día siguiente telegrafió a aquel, al ministro de la Guerra Spingardi y al de Marina Leonardi Cattolica, para que pusiesen en marcha los preparativos correspondientes.

### La guerra italo-turca

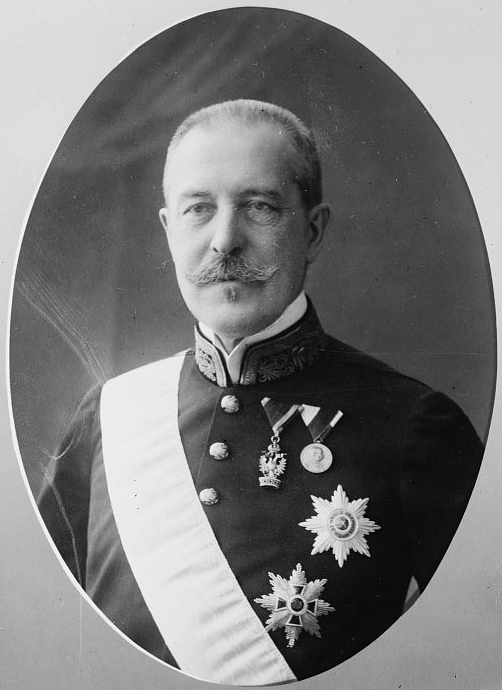
El ministro de Asuntos Exteriores austrohúngaro Alois Lexa von Aehrenthal se opuso a la conquista italiana de las islas del Dodecanneso, hasta entonces otomanas.

San Giuliano hizo una interpretación de la Triple Alianza que le permitió a Italia no compensar a Austria por las conquistas efectuadas en la guerra italo-turca.

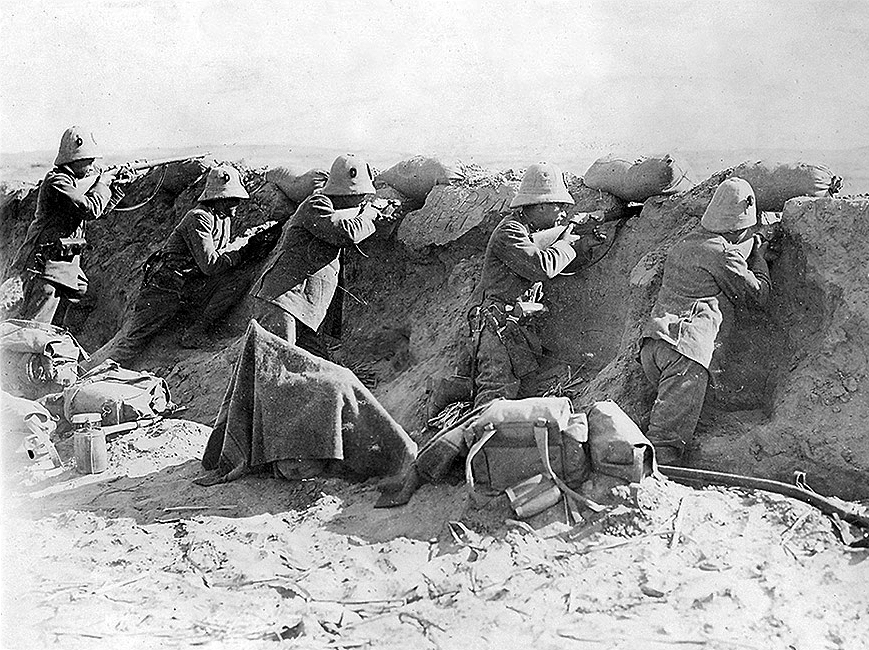
San Giuliano fue el protagonista político de la guerra italo-turca con la que empezó la colonización de Libia.

Después del ultimátum del 28 de septiembre de 1911 y del desembarco de las tropas italianas en Libia y tras varias semanas, la mediación alemana hizo que San Giuliano se aviniese a aceptar un acuerdo con el imperio que hubiese dejado formalmente región en el seno de este, pero que hubiese concedido a Italia un protectorado político-económico. Giolitti, por el contrario, deseaba la ocupación completa del territorio para poder instaurar el sistema de dominación que escogiese Italia para el territorio.
Obligado a revisar su plan para tener en cuenta la anexión y el alargamiento del conflicto, el marqués se encontró en apuros con los aliados, muy cercanos al Imperio otomano: Alemania dejó de mediar en Costantinopoli y Austria obligó a Italia a no emplear barcos contra objetivos otomanos en el Adriático y en el mar Jónico. También en Francia crecieron las protestas, que suscitaron una crisis diplomática con Italia el 22 de enero de 1912, tras un discurso en la Cámara del presidente Poincaré

#### La interpretación del artículo 7
Con Austria entabló entonces una larga y compleja negociación para poder ocupar las islas turcas del Egeo, que Italia deseaba dominar para interrumpir el flujo de suministros enemigos a los puertos libios. El ministro de Relaciones Exteriores de Austria, Alois Lexa von Aehrenthal se opuso a esta ocupación apelando al artículo 7 de la Triple Alianza, que obligaba al país (Italia o Austria) que se extendiese por los Balcanes o el Egeo a compensar al otro. Aprovechando la negociación en curso de la renovación de la alianza, San Giuliano rehusó la pretensión de Viena, haciendo comprender al aliado común, Berlín, que las ocupaciones en el Egeo eran esenciales para concluir la guerra de Libia que, si se prolongaba, supondría el fin de la Triple Alianza, puesto que Italia no la renovaría.
Mientras, el ministro de Asuntos Exteriores austrohúngaro Aehrenthal fue sustituido por el más transigente Leopold Berchtold quien, influido por Alemania, el 6 de abril de 1912 se mostró más conciliador con la posición italiana; esto permitió que el 26 la Regia Marina pudiese llevar a cabo el desembarco en la primera isla que Italia deseaba conquistar: Astipalea.
Con esta victoria diplomática San Giuliano hizo prevaler su interpretación del artículo 7. Este concernía únicamente a Austria e Italia; aunque incluía el mar Egeo entre las zonas en las que cualquier expansión de una de ellas conllevaba la compensación a la otra, por el momento se le dio una interpretación favorable a Italia. De hecho, puntualizando que las islas del Dodecaneso eran territorio asiático y que las repercusiones de la ocupación se sentirían en Libia y no en los Balcanes (verdadero objeto del artículo 7) San Giuliano consiguió que la norma se aplicara en el futuro únicamente en caso de ocupación de territorio europeo sudoriental, es decir, probablemente en caso de que los austrohúngaros se expandiesen por la península, lo que comportaría la necesidad de compensar a Italia.
Con el estallido de la primera guerra balcánica en el otoño, el temor del Gobierno constantinopolitano de que el Imperio otomano se desintegrase hizo que se aviniese a firmar la paz con Roma con las condiciones que esta exigía. El consiguiente tratado de paz se rubricó en Lausana el 18 de octubre de 1912. Italia adquirió el Dodecaneso y Libia donde, empero, nunca cesaron las operaciones de hostigamiento de la guerrilla árabe.

### Renovación de la Triple Alianza en 1912
A pesar de las relaciones no siempre amistosas entre Italia y Austria, San Giuliano estaba convencido de la conveniencia de que Italia permaneciese en la Triple Alianza. Después de recibir una solicitud de Berlín y Viena para renovarla (caducaba en 1914), el marqués se había puesto en contacto con Giolitti y Víctor Manuel III. Habiendo obtenido el acuerdo de estos, San Giuliano aceptó renovar la liga en septiembre de 1911, antes del estallido de la guerra contra el Imperio otomano, pero no estaba dispuesto a hacerlo antes de concluir la prevista campaña libia.
El marqués también informó a los aliados que aceptaba el texto de 1902 (renovado tácitamente en 1908) excepto en los puntos (artículos 9 y 10) que debían cambiarse para que se ajustara a la nueva estructura que Italia pensaba dar a Libia tras la conquista del territorio.
Las negociaciones con Viena se tornaron difíciles cuando San Giuliano solicitó insertar en el texto del tratado dos acuerdos bilaterales que Italia había firmado con Austria sobre Albania y el sanjacado de Novi Pazar. Los dos acuerdos tenían que añadirse al texto de la alianza para obligar a Alemania a garantizar los compromisos asumidos por Austria, según el marqués.
Tras estancarse las negociaciones, San Giuliano y Berchtold trataron en San Rossore y Florencia los días 22 y 23 de octubre de 1912 para desatascarlas. Las victorias de los Estados balcánicos en los Balcanes contra el Imperio otomano en la guerra que había estallado mientras tanto hizo que los tres aliados entendieran que deberían apresurarse a pactar para presentar un frente diplomático compacto en la futura conferencia de paz. El ministro de Asuntos Exteriores alemán Von Kiderlen-Waechter propuso un acuerdo: el nuevo tratado de la Triple Alianza incluiría un protocolo dividido en tres partes. La primera parte versaría acerca de la soberanía italiana en Libia, la segunda definiría que el statu quo al que se refería el artículo 10 sería el que existiese en el momento de firmar la renovación de la liga, y la tercera citaría los acuerdos italiano-austriacos y aclararía que no se verían afectados por la renovación de la alianza. San Giuliano y Berchtold se consideraron satisfechos con la propuesta alemana y ello permitió que se firmase la renovación de la coalición en Viena el 5 de diciembre de 1912.

### Control del Adriático y la conferencia de Londres
Otro motivo de fricción entre Italia y Austria fue el control del Adriático, donde Viena poseía el único gran puerto del imperio: Trieste. El estrecho de Otranto interesaba a las dos naciones, una de las cuales, Italia, controlaba la costa occidental desde Puglia. Al este, sin embargo, el canal estaba custodiado por el Imperio otomano, merced a su dominio de Albania. Las serias dificultades que afrontaba desde hacía tiempo este, agravadas por la primera guerra de los Balcanes, hacían pensar en que hubiese cambios políticos en la región. La atención de San Giuliano se concentraba en Albania, en cuyo territorio podían establecerse bases navales desde las que se podría atacar Italia.

#### Contra Serbia
A partir del viaje a Berlín de noviembre de 1912, San Giuliano comenzó a hacer de Albania el baluarte contra las amenazas a Italia en el sur del Adriático. Por ello, aceptó la propuesta de Austria de crear un Estado albanés que no dependiese de las potencias vecinas. Naturalmente, pretendía extender la influencia italiana en Albania y superar la austriaca, que ya existía. De acuerdo con Viena, se opuso a las pretensiones de Serbia que, victoriosa en el conflicto con los otomanos, aspiraba a obtener una salida al Adriático en territorio albanés. A esta no le sirvió la ayuda rusa, ya que San Giuliano dejó claro que, en caso de que la guerra se extendiese por Europa, respaldaría a Austria-Hungría en defensa de la nueva Albania independiente.
Mientras tanto, se había firmado el armisticio que hizo cesar temporalmente los combates en los Balcanes el 3 de diciembre de 1912. El mismo día, San Giuliano se enteró de la intención británica de celebrar una conferencia en Londres entre las potencias, incluida Italia, para resolver las cuestiones balcánicas. El problema del puerto serbio en el Adriático se resolvió en la primera sesión, celebrada el 17 de diciembre, ya que todos los delegados aceptaron la propuesta británica de construir un ferrocarril internacional que uniría Serbia con un puerto albanés para que aquella obtuviese acceso comercial al Adriático.

#### El asedio de Escútari

Operaciones principales de la primera guerra balcánica. San Giuliano trabajó para que Italia no fuese amenazada desde allende el Adriático.

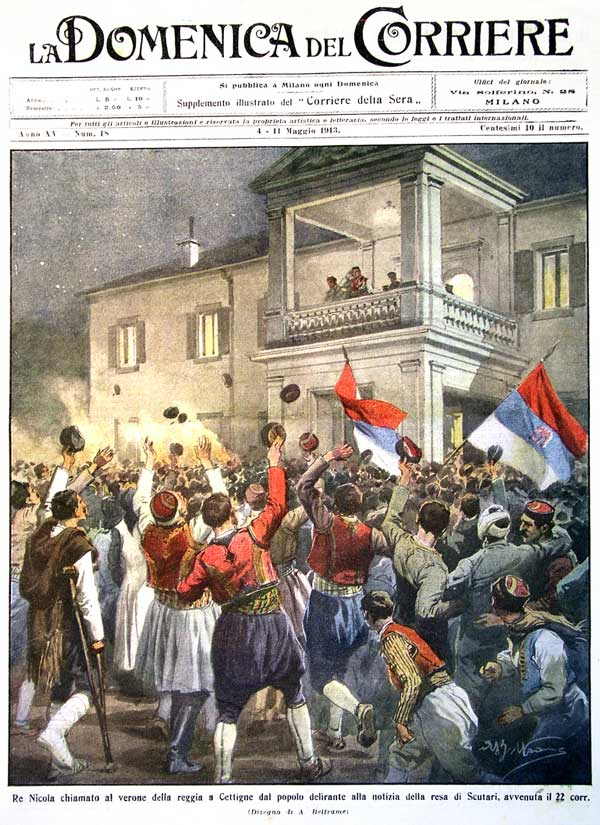
Portada del Domenica del Corriere del 4 de mayo de 1913. Nicolás I de Montenegro, aclamado por el pueblo tras la caída de la fortaleza otomana de Escútari.

Mucho más difícil para San Giuliano fue la cuestión de Escútari, una fortaleza otomana al norte de Albania que Montenegro continuó asediando a pesar de la tregua del 3 de diciembre. Como el marqués había adivinado, Austria tenía el objetivo de incorporar la plaza a la naciente Albania en un intento de convertirlo en su centro político y asegurarse la hegemonía sobre el nuevo Estado. La ciudad contaba con abundante población católica, cuyo referente político era Viena.
San Giuliano primero le pidió a su embajador Imperiali que ganase tiempo; luego, temiendo una agresión austríaca contra Montenegro que habría dado a Viena una preponderancia absoluta en Albania y el Adriático, en enero de 1913, le pidió a Rusia que convenciese a Montenegro de que abandonase el asedio.
El 23 de abril de 1913, la situación empeoró, ya que Escútari cayó en manos del ejército de Nicolás I de Montenegro y el 27 Austria solicitó a Italia que la apoyara en una acción militar contra el pequeño Estado balcánico. San Giuliano tenía que elegir entre aceptar o rechazar la petición claramente. El primer caso comportaba la enemistad de buena parte de la población italiana al hacer que el país corriera el riesgo de verse involucrado en un conflicto general junto con Austria; el segundo significaba abandonar toda esperanza de control del Adriático.
San Giuliano expresó su temor de que a la intervención militar austriaca en Escútari se sumase otra contra las costas del sur de Albania. Comunicó al embajador de Austria Kajetan Mérey que Italia ocuparía Valona únicamente tras haber confirmado que la ofensiva austrohúngara contra Montenegro no desencadenaría la reacción rusa. De lo contrario, no participaría y Austria sería responsable de desatar un conflicto europeo.
Casi simultáneamente, el 3 de mayo, el rey Nicolás, temiendo una agresión austriaca, informó a Londres de que Montenegro aceptaba la decisión de las potencias y retiraba al ejército de Escútari. Finalmente, la conferencia concluyó el 30 de mayo de 1913 con la firma del Tratado de Londres.

#### Contra Grecia
Después de haber evitado el riesgo bélico en Albania por la crisis de Escútari y justo antes de la firma del Tratado de Londres, San Giuliano sospesó la posibilidad de entrar en guerra contra Grecia (27 de mayo de 1913) en caso de que esta no aceptase la frontera albanesa en el cabo Stylos (Filiates). Esto se debía a que detrás de Atenas el marqués veía la mano de París y porque al desplazar la frontera hacia el norte, Grecia habría conquistado posiciones que facilitaban el control del estrecho de Otranto.
Pese a la firma del Tratado de Londres, las negociaciones entre los embajadores continuaron; entre el 29 y el 30 de junio de 1913, estalló la segunda guerra de los Balcanes, en la cual, según San Giuliano, Grecia se preparaba para hacer nuevas conquistas. Ante las exigencias de Italia de limitar las fronteras griegas, el ministro de Asuntos Exteriores británico Edward Gray pidió a cambio que Grecia recibiese el Dodecaneso italiano. San Giuliano se negó a cederlo; el 12 de agosto, al cabo de ocho meses de negociaciones para salvar la paz europea, Francia y el Reino Unido se avinieron a aceptar la posición italiana.

#### Surgimiento de Albania

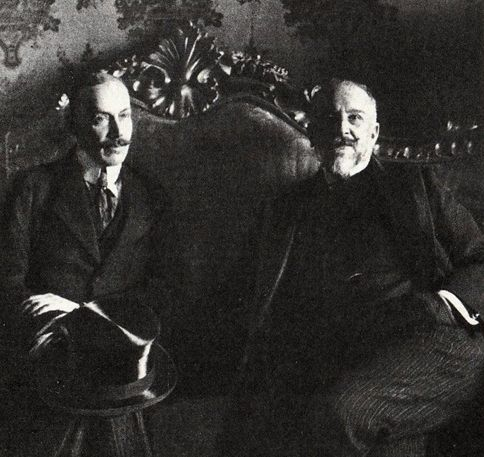
San Giuliano (derecha) aceptó la propuesta austriaca de nombrar a Guillermo de Wied (izquierda) príncipe de Albania. Aquí aparecen los dos es una reunión que tuvieron en Roma.

Paralelamente a las discusiones descritas, las relativas al estado de la naciente Albania se llevaron a cabo en Londres. El 19 de enero de 1913, San Giuliano comenzó a presentar sus propuestas a Austria, que incluían la internacionalización del nuevo Estado, la posibilidad de que un príncipe pudiera reinar en él y su neutralidad, garantizada por las potencias europeas. Berchtold las recibió a lo largo del mes.
Solo quedaba sin resolver la cuestión de la protección de los católicos albaneses que ejercía Austria, que San Giuliano quería eliminar. El marqués siempre se había declarado ateo y anticlerical, pero sabía que conseguir que Italia protegiera a sus religiosos en el extranjero era una cuestión de prestigio y fortalecía a la nación. A propuesta de San Giuliano, se llegó a un acuerdo muy especial con Austria: Berchtold renunció a incluir en el estatuto albanés la protección del culto católico en el país, pero una nota secreta del 15 de abril de 1913 reiteró que Italia la consideraría aún en vigor..
La propuesta italiano-austriaca para el estatuto albanés se presentó en la conferencia de Londres el 8 de mayo de 1913. Francia estaba en cotnrar del proyecto porque quería crear un Estado títere de las grandes potencias, con un legado en lugar del príncipe. Sin embargo, Berchtold y San Giuliano comenzaron a buscar un monarca para el trono de Albania entre las casas protestantes de Europa.
Una Albania independiente supondría un freno a Serbia, que había vencido también en la segunda guerra balcánica. El 15 de julio de 1913, después de varias negativas mutuas, San Giuliano aceptó la propuesta de Austria de postular al príncipe alemán Guillermo de Wied al trono de Albania. Berchtold demostró ser intransigente en lo pactado con San Giuliano y la conferencia aprobó el estatuto albanés casi sin enmiendas el 29 de julio de 1913. Aunque inestable y destinado a fracasar, el nuevo Estado no se había convertido en un peón de Austria; este era el mayor riesgo para Italia, que San Giuliano había logrado evitar.

### Peligro de conflicto europeo en 1913

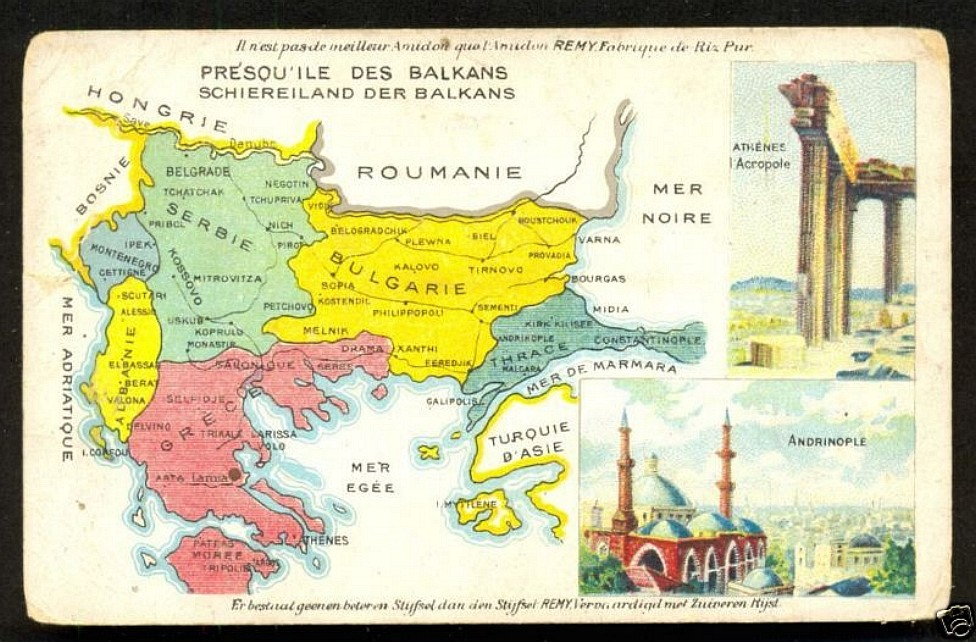
Durante la segunda guerra de los Balcanes, San Giuliano se negó a aceptar un posible ataque austriaco a Serbia.

Bulgaria desencadenó la segunda guerra de los Balcanes a finales de junio de 1913 por la insatisfacción de las conclusiones de la conferencia de Londres; declaró la guerra a sus antiguos aliados, Serbia y Grecia. Los otros Estados balcánicos se apresuraron a colaborar con estas, que contraatacaron y vencieron al ejército búlgaro. Austria, favorable a Bulgaria, sopesó seriamente castigar a Serbia mediante una acción militar y le comunicó la idea a Italia. Esto hubiese podido desatar una reacción en cadena muy similar a la que ocurrió un año después con el estallido de la Primera Guerra Mundial.
Desde Suecia, donde había acompañado a Víctor Manuel III, San Giuliano telegrafió a Giolitti el 9 de julio de 1913 y acordó con él responder al embajador austríaco Kajetan Mérey. El casus foederis, la condición que hubiese obligado a Italia a intervenir en una guerra junto a Austria, no podría haberse aplicado en ese caso; según San Giuliano, hubiese sido una locura que Italia se hubiese dejado arrastrar a una guerra europea que se hubiese debido, según él, a la histeria de Viena. De vuelta en Roma, San Giuliano reiteró su opinión personalmente. Estableció así una interpretación literal del casus foederis de la Triple Alianza: Italia acudiría en auxilio de Austria solamente si hubiese una agresión contra ella.

### Vísperas de la Primera Guerra Mundial
En marzo de 1914, obtuvo la presidencia del Gobierno Antonio Salandra quien, aunque debía haber dado comienzo a un ciclo de liberal-conservadores en el poder, pidió a San Giuliano que permaneciera en su cargo de ministro de Asuntos Exteriores. El marqués primero se negó; luego, debido a la insistencia de Giolitti y de Víctor Manuel III, aceptó.
Ante la inquietante posibilidad de unión entre Serbia y Montenegro y la reunión entre San Giuliano y Berchtold en Abbazia en abril de 1914, el embajador alemán en Roma Hans von Flotow preguntó al marqués en junio qué pediría Italia a cambio del control austriaco de la costa montenegrina. San Giuliano, que nunca hubiera aceptado tal situación sin una compensación importante, fue explícito: las «tierras italianas» del imperio vecino (Trieste y Trento)..
Del mismo modo, dada la precaria situación política interna de Albania, Von Flotow le preguntó el 13 de junio a San Giuliano qué pensaba de una posible partición del país entre Austria e Italia. El marqués respondió que sería un grave error para su país incorporar en su seno un nacionalismo hostil y enemistarse con los pueblos de los Balcanes. Si Austria-Hungría se apoderaba del norte de Albania, la compensación para Italia debía consistir, según San Giuliano, en el traspaso de las provincias italianas de Austria..
Todo cambió el 28 de junio de 1914 cuando el heredero al trono de Austria, el archiduque Francisco Fernando de Austria, fue asesinado en Sarajevo. Austria y Alemania decidieron declarar la guerra a Serbia, considerada responsable del asesinato. Hasta el 23 de julio, sin embargo, las intenciones de Austria no estuvieron claras; ese día Viena presentó un ultimátum a Belgrado.
El 8 de julio, Flotow reiteró la pregunta y habló al marqués de la intención austrohúngara de ceder a Albania la costa de Montenegro y de adueñarse del monte Lovćen, que permitía controlar el sur del Adriático. San Giuliano pareció a punto de perder los nervios; respondió al embajador que, para evitar que Austria llevara a cabo estos proyectos, Italia se coligaría con Rusia y Serbia y declararía la guerra contra el imperio, desatando en él la revolución.
San Giuliano anunció el 14 de julio de 1914 al embajador en Berlín, Riccardo Bollati, que era necesario convencer a los mandatarios alemanes de que los nuevos acuerdos entre Italia y Austria sobre los Balcanes tenían que respetar la opinión pública y la del Parlamento italiano. Por lo tanto, el Gobierno italiano no podría alcanzar pactos que permitiesen una agresión austriaca a Serbia, independientemente de la compensación para Italia, ya que la aniquilación de Serbia no habría sido aceptada por la nación italiana.

### La crisis de julio

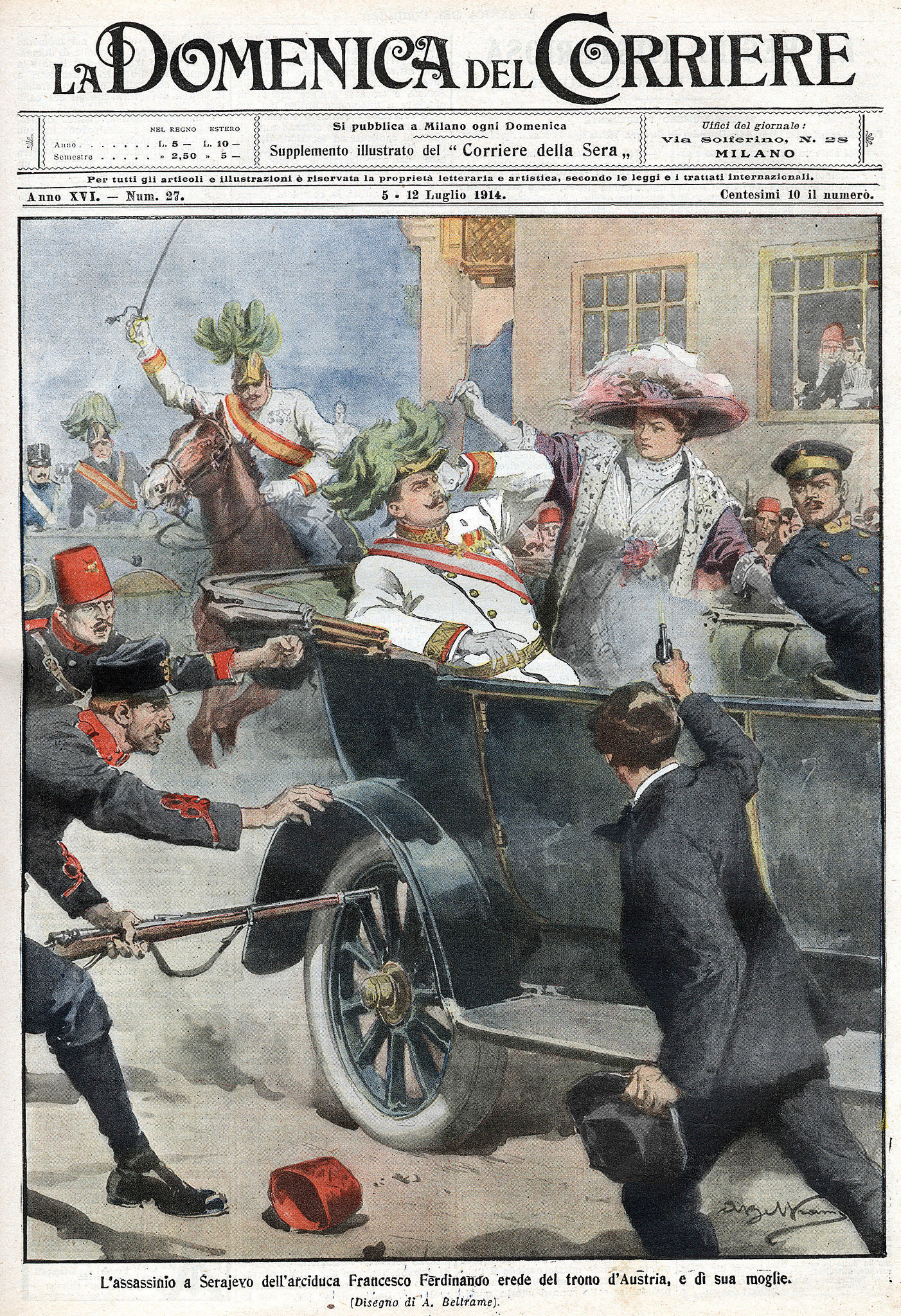
La copertina della Domenica del Corriere dedicata all'attentato di Sarajevo del 28 giugno 1914 che aprì la crisi di luglio.

Dados los precedentes, Berchtold decidió esconder San Giuliano las intenciones de Viena tras los asesinatos de Sarajevo. De hecho, Austria estaba preparando un ataque contra Serbia y el ministro italiano ciertamente habría planteado la cuestión de la compensación. Solo el 22 de julio, el día antes de que se entregara el ultimátum a Belgrado, el embajador austriaco Kajetan Mérey reveló a San Giuliano que las probabilidades de una guerra austro-serbia habían aumentado y que Austria confiaba en «la actitud leal y conforme con la alianza de Italia». San Giuliano respondió que su única preocupación eran las cuestiones territoriales. Si Austria se hubiera anexionado tierras serbias, lo que Mérey negó que fuese a suceder, habría tenido que compensar a Italia. El marqués también dijo que esperaba que el ultimátum contuviera exigencias justas y aceptables, ya que de lo contrario Austria no encontraría una opinión pública italiana favorable.
Enfermo de gota, San Giuliano estaba alojado en el Grand Hotel de Fiuggi para tratársela el 23 de julio de 1914. Tan pronto como se enteró de que el ultimátum se entregaría a las seis de la tarde, llamó al primer ministro Salandra para que se reuniera con él para examinar las condiciones que había presentado Austria con el embajador alemán Flotow, que también se hallaba en Fiuggi. Poco antes de las doce del mediodía, los tres recibieron el texto del ultimátum, que resultó ser muy duro.
San Giuliano protestó primero al embajador alemán, luego se calmó cuando este le hizo comprender que Italia podría obtener una compensación territorial importante si adoptaba una actitud benevolente hacia Austria. El mismo 24 de julio de 1914, el marqués escribió a Víctor Manuel III indicándole que, por el momento, Italia no había recibido ninguna solicitud de apoyo de Viena y podía mantenerse legítimamente fuera de un conflicto causado por Austria, pero que, si se acordase una compensación sustancial, Italia podría participar «libremente y en su momento» en el eventual conflicto europeo junto con los austro-alemanes.

#### Acciones en favor de la paz
La posibilidad de intervenir a cambio de una compensación austriaca pronto desapareció ante la indiferencia de Viena. Por lo tanto, San Giuliano se dedicó a evitar la guerra austro-serbia que podría desatar un conflicto europeo que sería perjudicial para Italia.
Había recibido información de sus diplomáticos en Belgrado y San Petersburgo desde la primera quincena de julio en la que se le indicaba que el Rusia intervendría para rescatar a Serbia si Austria la agredía. San Giuliano se encargó de difundir la información entre los aliados y el 21 de julio de 1914, el embajador en Viena, Giuseppe Avarna, informó de la respuesta de Berchtold: no daba demasiado crédito a las noticias que señalaban que Rusia estaba lista para intervenir y, en todo caso, Austria no temía la participación rusa en el conflicto austro-serbio.
Cuando el 25 de julio de 1914 Serbia dio su respuesta al ultimátum, que Austria tildó de insatisfactoria, las dos naciones rompieron relaciones diplomáticas. San Giuliano todavía estaba convencido de que se podía salvar la paz. Ante la solicitud del Reino Unido de convocar una conferencia para tratar la crisis, el marqués propuso al embajador británico Rodd que las potencias interesadas debían solicitar a Viena explicaciones sobre los puntos más controvertidos del ultimátum (los que permitían a organismos austriacos investigar el asesinato del archiduque en territorio serbio). Una vez que tuvieran las explicaciones, las potencias podrían aconsejar a Serbia que aceptara esas condiciones. De esta manera, Belgrado habría cedido no a Austria, sino a Europa. Esto habría internacionalizado la crisis y habrían sido las potencias europeas la que hubiesen decidido si Serbia había satisfecho o no las reclamaciones austriacas. Es decir, Serbia se habría sometido a Austria solo desde un punto de vista diplomático, pero habría tenido el apoyo de las potencias europeas para mantener la independencia.
Entre otros, el 27 de julio de 1914, San Giuliano explicó su plan al embajador ruso en Roma, Anatolij Nikolaevič Krupenskij (1850-1923). Le dijo que los serbios, para facilitar el trabajo de mediación europea, tenían que pronunciar «el simple sí monosílabo» en respuesta a las solicitudes austriacas. Luego, agregó: «deje que los serbios acepten [el ultimátum], dispuestos a no hacer lo que aceptan». El ministro de Asuntos Exteriores británico, Edward Gray, compartía las intenciones del marqués, pero el 28 la situación empeoró, ya que Austria declaró la guerra a Serbia.

### Neutralidad
Ante el cariz de los acontecimientos, el 31 de julio de 1914, San Giuliano expuso al Consejo de Ministros su convicción de que Italia debería permanecer neutral, al menos en las primeras etapas del conflicto inminente. Esto no significaba abandonar la alianza con Austria-Hungría y Alemania. El gobierno, según el ministro de Asuntos Exteriores, tenía que tener en cuenta la aversión de los italianos a librar una guerra junto a Viena y la gran probabilidad de intervención en el conflicto del Reino Unido en apoyo de Francia y Rusia. Esto significaría para la península italiana exponerse a la mayor potencia naval del mundo. Además, según San Giuliano, el gobierno debía declarar la neutralidad por las precarias condiciones del ejército, que debía ser completamente reorganizado. Por lo tanto, había sido una fortuna, concluyó el ministro, el carácter defensivo de la Triple Alianza y los el artículo 7, que permitían a Italia no unirse a Austria y Alemania en la contienda.
Por otro lado, el ministro de Asuntos Exteriores alemán Gottlieb von Jagow ya reconoció el 15 de julio que Italia tenía el derecho tanto de permanecer neutral como de ser compensada si Austria se expandía  en los Balcanes, incluso temporalmente.
Lo decisivo para San Giuliano fue el deseo de Viena de no compensar a Italia y, en todo caso, no con las provincias italianas del territorio imperial. Para confirmar esto el 2 de agosto de 1914, el embajador en Viena, Avarna, escribió al marqués que el emperador Francisco José prefería abdicar que firmar un acuerdo que entregase a Italia el Trentino, un territorio que había pertenecido durante siglos a los Habsburgo.
En total acuerdo con el primer ministro Antonio Salandra, San Giuliano proclamó la neutralidad de Italia el 3 de agosto de 1914, el mismo día de la declaración de guerra de Alemania a Francia, y el anterior a la del Reino Unido a Alemania.
A pesar de todo, San Giuliano continuó denominándose «triplicista», partidario de la Triple Alianza. Los primeros sucesos bélicos le hicieron reafirmarse en esta convicción: Alemania parecía destinada a vencer a Francia, y Austria sufrió considerables dificultades contra Rusia. Por lo tanto, la posguerra parecía augurar una Italia poderosa y una Austria agotada y reducida. En tal situación, el gesto de Viena de desencadenar la guerra le constaría la cesión Trentino a Italia.

### Preliminares del Tratado de Londres

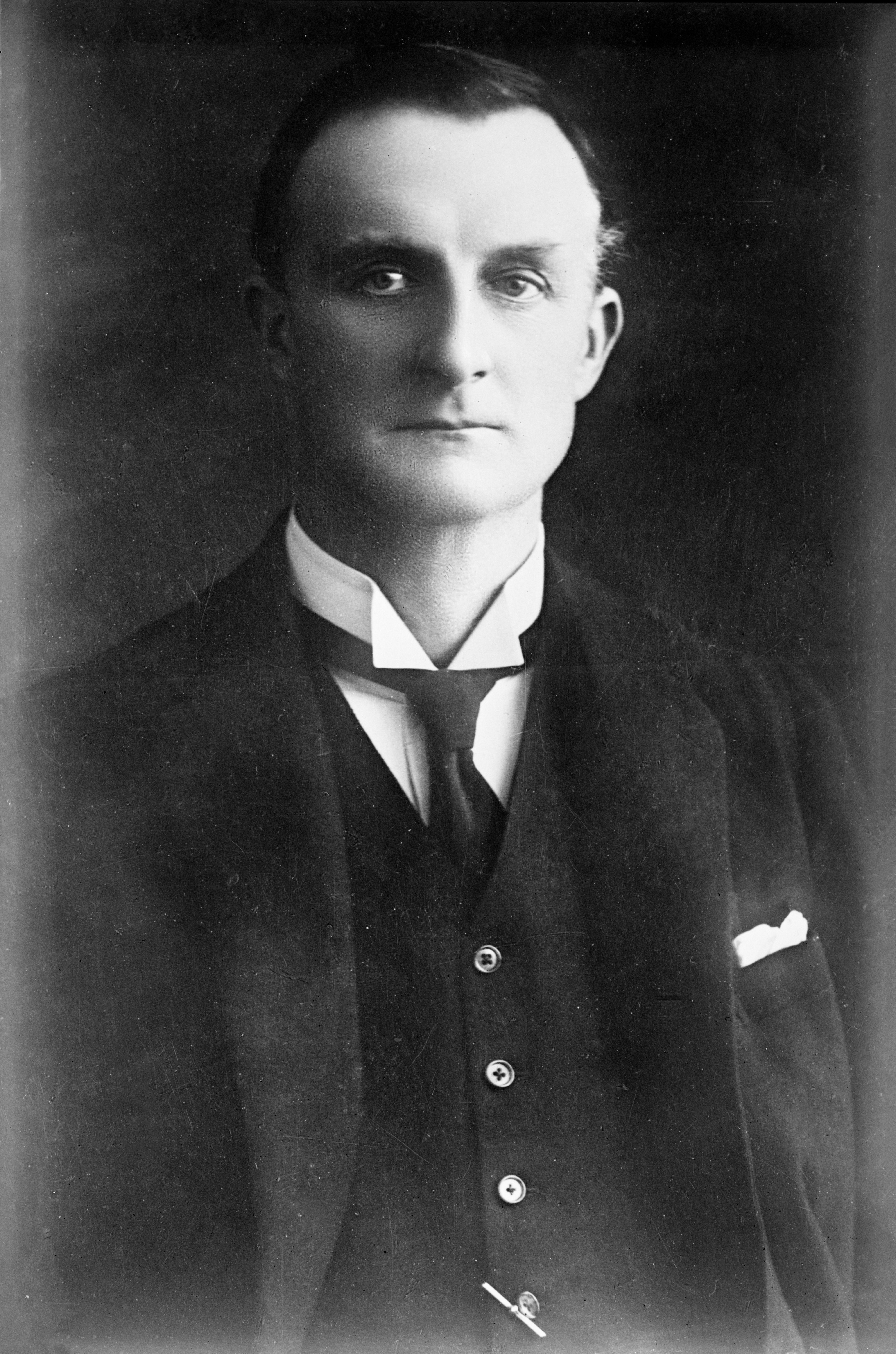
El ministro de Asuntos Exteriores británico Edward Grey fue el principal interlocutor de San Giuliano en las negociaciones que condujeron a la firma del Tratado de Londres.

Sin embargo, la política de neutralidad «triplicista» estuvo acompañada de una apertura gradual a Triple Entente. Este enfoque podía resultar útil en caso de que cambiase la situación militar. Entre los tres Gobiernos que formaban la liga, el que escogió San Giuliano para negociar fue el británico, el único en el que el marqués confiaba realmente.
Ya el 11 de agosto de 1914, el marqués, animado por la noticia que le habían dado sus embajadores de que la Entente —especialmente Rusia y el Reino Unido— estaba dispuesta a aceptar cesiones territoriales a Italia, redactó un telegrama de instrucciones para el embajador en Londres, Imperiali con las siguientes disposiciones:
- En el caso de que Italia entrase en guerra junto con la Triple Entente, las cuatro potencias (Francia, el Reino Unido, Rusia e Italia) no firmarían una paz separada.
- La Marina Real y la francesa, junto con la italiana, destruirían de inmediato la austrohúngara en el Adriático.
- Tras la victoria, Italia recibiría Trieste y el Trentino hasta el puerto del Brennero.
- En caso de disgregación del Imperio otomano, Italia obtendría la provincia de Antalya (o concesiones concesiones económicas en ella).
- Albania podría dividirse entre Serbia y Grecia, pero Valona (por su posición estratégica) se proclamaría ciudad autónoma e internacional.
- Italia tendría derecho aparte de las indemnizaciones de guerra, correspondiente a participación en la contienda.
- En el período de posguerra, las cuatro potencias supervisarían la nueva situación surgida del conflicto.[79]

### Italia contra Austria: las condiciones
Hasta su muerte, San Giuliano argumentó que para intervenir en la Primera Guerra Mundial junto a la Entente, Italia necesitaba que se cumpliesen tres condiciones: una moral, la existencia de un casus belli contra el Imperio austrohúngaro, o el inminente hundimiento del imperio, con el consiguiente peligro de expansión del paneslavismo hacia las fronteras de Italia; una técnica: la reorganización del ejército; y una financiera: reponer las arcas del Estado.
Durante años enfermo de gota, el marqués quedó impedido los últimos meses de vida. Recibió el último consejo de sus embajadores, el marqués reunió sus últimas energías y, a fines de septiembre o los primeros días de octubre de 1914, redactó el programa para Imperiali que contenía el borrador de acuerdo con la Entente. Al no poder enviárselo al embajador debido a la ausencia de un casus belli, lo archivó. Salandra y Sonnino luego lo usaron como base para retomar las negociaciones que condujeron al Tratado de Londres del 26 de abril de 1915.
El último éxito que obtuvo el marqués fue el del 6 de octubre de 1914, cuando Gray, en nombre de toda la Entente, para alentar a Roma a abandonar la Triple Alianza, aprobó una posible expedición italiana a Valona. San Giuliano, que había estado viviendo en el Palazzo della Consulta de Roma  —sede del Ministerio de Asuntos Exteriores— durante algún tiempo, después varios altibajos de su enfermedad, falleció a las 2:20 p. m. del 16 de octubre de 1914.
Después de un breve período en el que desempeñó el cargo interinamente el primer ministro Salandra, la cartera de Asuntos Exteriores pasó a Sidney Sonnino, que mantuvo la línea política de San Giuliano. Poco más de siete meses después de su muerte, Italia declaró la guerra a Austria.